# Deep Resonance
Deep Resonance ist ein Album von Ivo Perelman mit dem Arcado String Trio. Die im Oktober 2019 entstandenen Aufnahmen erschienen am 15. August 2020 auf Fundacja Słuchaj.

## Hintergrund
Der Saxophonist Ivo Perelman nahm das Album mit dem 1989 gegründeten Arcado String Trio auf, dessen Aktivitäten Mitte der 1990er-Jahre mit einem Livealbum (mit Ernst Reijseger am Cello) endeten. Für das Album Deep Resonance kamen der Geiger Mark Feldman, der Cellist Hank Roberts und der Bassist Mark Dresser erneut zusammen.

## Titelliste
- Ivo Perelman & Arcado String Trio: Deep Resonance (Fundacja Słuchaj! FSR 14|2020)[1]

1. Resonance 1 17:45
2. Resonance 2 8:51
3. Resonance 3 9:25
4. Resonance 4 8:41

Die Kompositionen stammen von Ivo Perelman.

## Rezeption

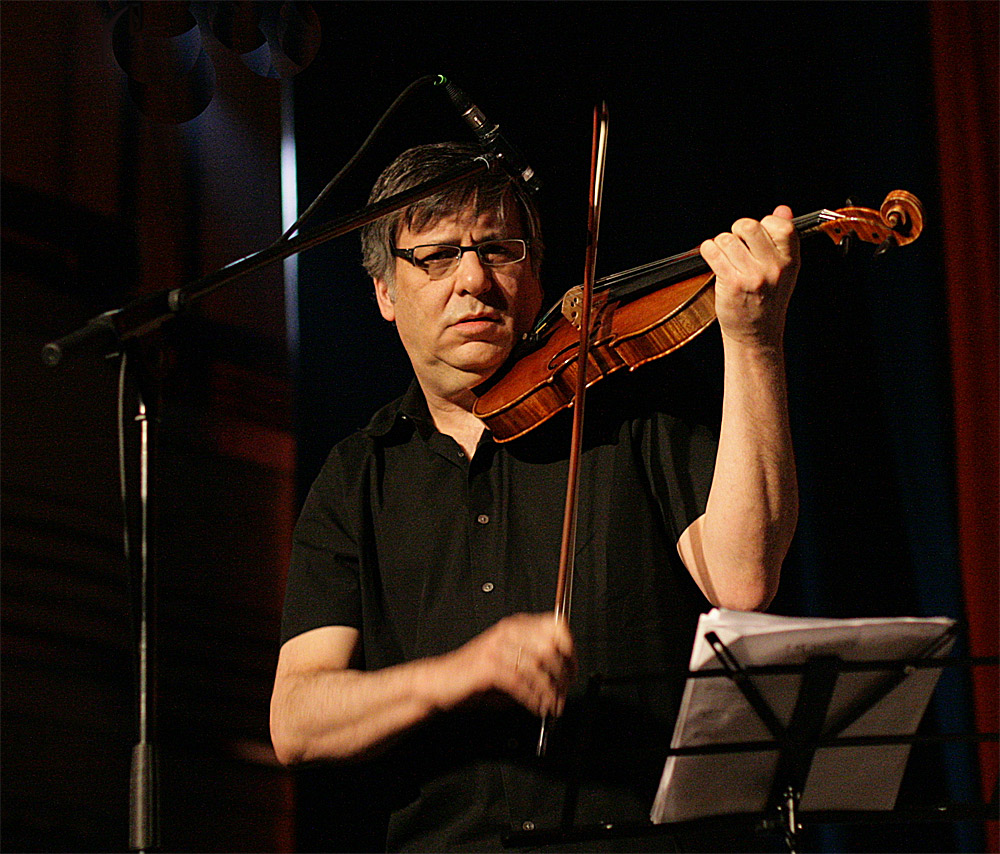
Mark Feldman (2007)

Nach Ansicht von Hrayr Attarian, der das Album in All About Jazz rezensierte, ist Perelman ein fester Bestandteil der internationalen kreativen Musikszene und zeichne sich durch die [Zusammenstellung] kleiner, intimer Gruppensituationen aus. Seine Zusammenarbeit mit dem Streichertrio Arcado, mit dem das anregende Deep Resonance entstand, sei eine dramatische und introspektive Aufnahme, die gleichermaßen auf freie Improvisation und westliche klassische Musiktraditionen zurückgreife. Der erste Satz besteht aus einer Mischung sich überschneidender Duette, die sich mit vier einzelnen Bewusstseinsstrom-Monologen abwechseln. Diese faszinierende Mischung spontaner Ausdrucksformen führt zu einer kontemplativen Atmosphäre voller leidenschaftlicher Grübeleien. Perelmans dunkle, ergreifende Phrasen würden aus der strukturierten und dynamischen Ensemble-Performance hervorbrechen und die eloquenten und gefühlvollen Zeilen seiner Bandkollegen ergänzen. Mit Eleganz und Finesse webe das Quartett eine emotional raue und intellektuell provokante abstrakte Geschichte. Es handle sich um eine erhabene Lyrik wie ein polyphones Gedicht bzw. komplementäre und kontrastierende Verse, die zu einem einzigen fesselnden Kunstwerk verschmelzen.